# Eduard Fleck
Eduard Fleck (* 15. September 1804 in Pförten; † 8. April 1879 in Berlin) war ein deutscher Jurist.

## Leben
Eduard Fleck war der Sohn des polnischen Hofrates und reichsgräflich brühlschen Amtsrates in Pförten Carl Adolph Fleck und dessen Ehefrau Henriette geborene Fritze. Er heiratete am 9. Januar 1833 in Neuhaldensleben Carlonie Henriette Schirmann, die Tochter des Oberamtmanns August Heinrich Schirmann.
Fleck besuchte die Lateinschule in Greußen, die Klosterschule in Roßleben und studierte dann in Tübingen, Halle und Berlin Rechtswissenschaften. Während seines Studiums wurde er 1822 Mitglied der Burschenschaft Quellengesellschaft Halle. Er trat 1826 als Auskulaor in Neuhaldensleben in den Staatsdienst ein. 1828 wurde er Referendar und 1829 Garnisonsauditeur in Magdeburg. Ab 1831 war er dort zugleich Oberlandesgerichtsassessor. Im Jahr 1835 war er mit dem Titel eines Wirklichen Justizrates Mitglied im Generalauditoriat Berlin. Ab 1842 war er Hilfsarbeiter im preußischen Kriegsministeriums und Mitglied des Generalauditoriat. 1848 wurde er Vortragender Rat mit dem Titel Geheimer Kriegsrat, ab 1855 Wirklicher Geheimer Kriegsrat. Seit 1851 war er Justitiarius beim Kriegsministerium, 1854 bis 1879 Mitglied des Staatsrats und 1857 Generalauditeur der preußischen Armee.
Fleck nahm regen Anteil an den Vorarbeiten zu sämtlichen seit 1843 ergangenen preußischen Militärgesetzen und -Verordnungen und war während einer langen Reihe von Jahren Lehrer des Militärrechts an der Preußischen Kriegsakademie zu Berlin. Fleck redigierte die letzten Bände der 1835 unter seiner Mitwirkung begründeten und bis 1867 fortgesetzten preußischen Militärgesetzsammlung, 1873 und 1875 noch zwei Nachträge dazu.
Eduard Fleck feierte am 27. Juni 1876 sein 50-jähriges Dienstjubiläum, anlässlich dessen ihm der Rang eines Generalleutnants verliehen wurde, und starb am 8. April 1879 im Alter von 74 Jahren in Berlin. Er wurde auf dem Alten St.-Matthäus-Kirchhof in Schöneberg beigesetzt. Das Grab ist nicht erhalten geblieben.

## Politik
1848 war er zeitweise Kommissar der preußischen Regierung beim Reichsministerium in Frankfurt am Main. 1850 war er Mitglied im Volkshaus des Erfurter Unionsparlaments. 1853 bis 1854 war er Mitglied der I. preußischen Kammer. 1854 bis 1857 und 1858 gehörte er der II. preußischen Kammer an. 1872 bis 1879 war er ernanntes Mitglied im Preußischen Herrenhaus. Daneben war er Stadtverordneter in Berlin.

## Schriften
- Erläuterungen zu den (ältern) preußischen Kriegsartikeln (1839, 1844, 1850)
- Strafverfahren der preußischen Militärgerichte (1840, 1845)
- Die Verordnungen über die Ehrengerichte im Preußischen Heere und über die Bestrafung der Offiziere wegen Zweikampfs, kommentiert von Eduard Fleck, 3. Auflage, 1865, Berlin
- Erläuterungen zu den ehrengerichtlichen Verordnungen von 1843 (1848, 1858, 1865)
- Strafgesetzbuch für das Preußische Heer, herausgegeben von Eduard Fleck, Berlin 1868
- Kommentar über das preußische Militärstrafgesetzbuch (letzte Ausg. 1869–70, 2 Bde.)